# Pszichedelikus zene
A pszichedelikus zene gyűjtőfogalom, amibe azok a zenei stílusok tartoznak, melyekre hatással van (vagy volt) a pszichedelikus rock és a hippimozgalom.

## Pszichedelikusnak tartott stílusok
- Pszichedelikus rock
  - Acid rock

- Goa trance
  - Pszichedelikus trance

- Acid jazz
- Psych folk
- Pszichedelikus soul

## Pszichedelikus hatást mutató stílusok
- Progresszív rock
- Stoner rock
- Trip hop
- Acid house

## Pszichedelikus zenei fesztiválok
- O.Z.O.R.A. Fesztivál

## Lásd még
- Pszichedelikus rock